# المعرض القومي للعسل

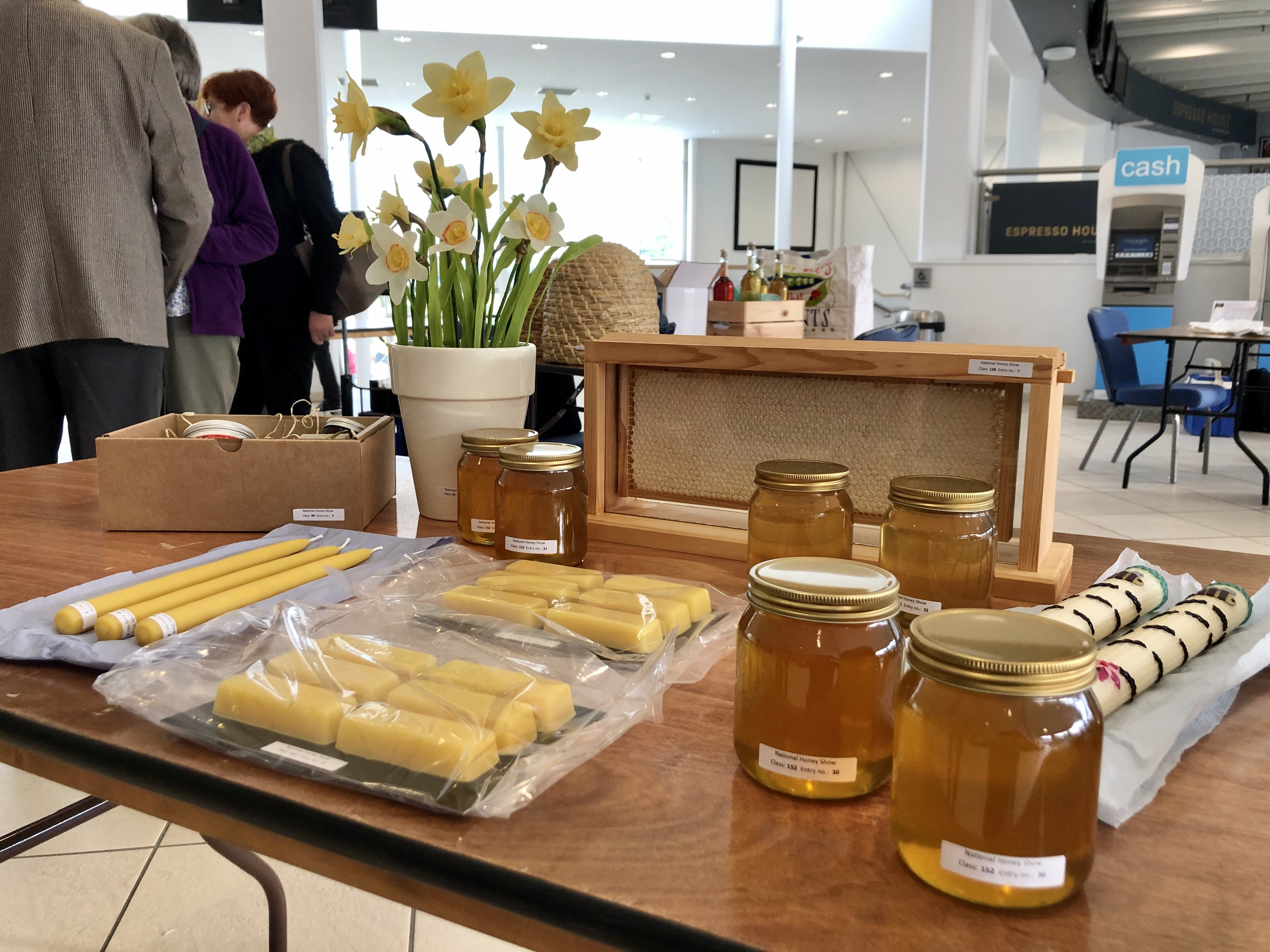
صور من عسل معرض القومي للعسل في بريطانيا

المعرض القومي للعسل هو معرض بريطاني سنوي للعسل ومنتجات النحل الأخرى. عقد لأول مرة في عام 1923 في قصر الكريستال. وأستمر عقده هناك حتى عام 1936 عندما نشب حريق في القصر آنذاك. يُقام المعرض الوطني للعسل في أكتوبر من كل عام (بدايةً من عام 2008) في كلية سانت جورج، وايبريدج، سري، وتشمل الأحداث التي تقام في المعرض عدة مسابقات (مثل العسل، وأكل العسل، وشمع العسل)، وورش عمل ومحاضرات. وابتداءً من 2016، عقد المعرض القومي للعسل في سانداون بارك لسباقات الخيل.